# Reitermarsch (1887)
Der Reitermarsch ist ein Marsch von Johann Strauss Sohn (op. 428). Das Werk wurde entweder am 18. Dezember 1887 oder am 15. Januar 1888 im Wiener Volksgarten bzw. im Konzertsaal des Wiener Musikvereins erstmals aufgeführt.

## Einzelnachweis
1. ↑  Quelle: Englische Version des Booklets (Seite 111) in der 52 CDs umfassenden Gesamtausgabe der Orchesterwerke von Johann Strauß (Sohn), Hrsg. Naxos (Label). Das Werk ist als erster Titel auf der 43. CD zu hören.